# Emilio Zapico
Emilio Rodriguez Zapico, född 27 maj 1944 i León, död 6 augusti 1996 i Huete i Spanien, var en spansk racerförare.
Zapico försökte kvalificera sig till formel 1-loppet i Spanien 1976 för Mapfre-Williams-stallet i en Williams-Ford men han lyckades inte. Detta blev också stallets och Zapicos sista F1-framträdande.
Under 1980-talet tävlade han i standardvagnar. 
Zapico omkom i en trafikolycka 1996.